# Maria Aleksandrovna Ulyanova

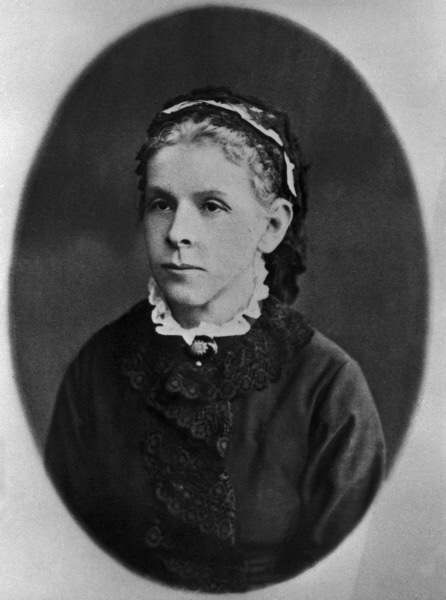
Maria Alexandrovna Ulyanova.

Maria Aleksandrovna Ulyanova (tiếng Nga: Мария Александровна Ульянова; nhũ danh Blank; 6 tháng 3 [lịch cũ 22 tháng 2] năm 1835 – 25 tháng 7 [lịch cũ 12 tháng 7] năm 1916) là mẹ của Vladimir Lenin, nhà lãnh đạo cách mạng Bolshevik và người sáng lập Liên Xô.
Ulyanova được sinh ra trong một gia đình có 6 anh chị em ở Sankt-Peterburg. Cha cô là Aleksandr Blank (sinh ra tại Israel), một bác sĩ giỏi, là một tín đồ Do Thái giáo chuyển đổi thành Cơ đốc giáo Chính thống. Mẹ của cô, Anna Ivanovna Groschopf, có bố là người Đức, Johann Groschopf, và mẹ người Thụy Điển, Anna Östedt.
Năm 1838, mẹ của Ulyanova qua đời và cha cô đã quay sang chị dâu của mình, ông Nikolina von Essen, để giúp nuôi dạy các con. Họ cùng nhau mua một bất động sản của đất nước gần Kazan và chuyển gia đình đến đó.
Ulyanova được giáo dục tại nhà, học tiếng Đức, tiếng Pháp và tiếng Anh cũng như văn học Nga và phương Tây. Năm 1863, cô lấy bằng bên ngoài và trở thành giáo viên tiểu học. Tuy nhiên, cô sẽ tiếp tục dành phần lớn cuộc đời của mình để nuôi con.
Sau khi kết hôn với Ilya Nikolayevich Ulyanov, một giáo viên toán học và vật lý di động, hai vợ chồng sống trong sự thịnh vượng vừa phải ở Penza. Sau đó, họ chuyển đến Nizhny Novgorod và sau đó là Simbirsk, nơi Ulyanov đảm nhận vị trí uy tín với tư cách là thanh tra viên của các trường tiểu học.
Ulyanova đã thể hiện một sự can đảm và kiên định khi đối mặt với những bi kịch và bất hạnh sẽ ám ảnh gia đình cô suốt cuộc đời, cụ thể là cái chết của chồng cô vào năm 1886, vụ hành quyết con trai của cô, Alexander, vào năm 1887, cái chết của con gái cô, Olga, vào năm 1891, và nhiều vụ bắt giữ và lưu đày những đứa con còn lại của bà - Vladimir, Anna, Dmitri và Maria.
Bà đã ra nước ngoài hai lần để gặp Vladimir Lenin (đến Pháp vào mùa hè năm 1902 và Stockholm vào mùa thu năm 1910).